# Lungo il fiume (film 1989)
Lungo il fiume è un film italiano del 1989 diretto da Vanna Paoli.

## Trama
Michele, balordo di una cittadina del Nord Italia, decide di rapire la piccola Elena con la complicità della sua ragazza Gina e di Carmen, proprietaria della casa sul delta del Po in cui nascondono la bambina rapita. Michele chiede come riscatto solo la somma necessaria per l'acquisto di un bar, pensando che questo gli permetterà di vivere una vita tranquilla.

## Produzione
È stato girato sulle rive e lungo il delta del Po, lungo i villaggi abbandonati usati per Ossessione di Luchino Visconti e de Il grido di Michelangelo Antonioni; nella città di Ferrara e in una serie di paesi quali Crespino, Polesella, Guarda Veneta e Comacchio, sempre nelle province di Ferrara e Rovigo. Le riprese del film sono state effettuate per nove settimane dal maggio al luglio del 1989. Il film è stato presentato al Festival di Locarno del 1990. Il comune di Ferrara ha concesso il permesso di allestire alcuni interni nelle sale del Museo Giovanni Boldini, lasciando alle pareti alcuni grandi quadri dell'artista ferrarese.